# Visby IF Gute
VIF Gute, Visby idrottsförening Gute är en idrottsförening från Gotland, bildad 1968 genom sammanslagning av IF Gute och Wisby IF och 1995 ombildad till alliansförening. Föreningen är mest känd för sitt herrfotbollslag som har spelat i näst högsta serien och sitt herrhandbollslag som spelat i högstaserien.

## Sektionsföreningar sedan 1995
- Bordtennis: Visby IF Gute BTK
- Fotboll: Visby IF Gute FK (-2007), FC Gute (2007-)
- Friidrott: Visby IF Gute FIK
- Handboll: Visby IF Gute HK
- Skidor och orientering: Visby IF Gute SOK

Under 1970- och 80-talen var handbollsektionen framgångsrik, med herrlag i Sveriges högsta division. De andra sektionerna inom klubben är bordtennissektionen och friidrottssektionen.